# Calacantha dalzelliana
Calacantha dalzelliana är en akantusväxtart som beskrevs av T. Anders., George Bentham och Hook.f.. Calacantha dalzelliana ingår i släktet Calacantha och familjen akantusväxter. Inga underarter finns listade i Catalogue of Life.